# Bob Sweikert
Bob Sweikert (n. 20 mai 1926 - d. 17 iunie 1956) a fost un pilot de curse auto american care a evoluat în Campionatul Mondial de Formula 1 între anii 1952 și 1956.
1. 1 2  Bob Sweikert, Find a Grave, accesat în 9 octombrie 2017